# Huit Jours de Mayence
Les Huit Jours de Mayence est une course du type course de six jours disputée à Mayence, en Allemagne. Une seule édition est organisée en 1911, départ le 19 et arrivée le 27 novembre.

## Palmarès
| Année | Vainqueur                      | Deuxième                 | Troisième                |
| ----- | ------------------------------ | ------------------------ | ------------------------ |
| 1911  | Hans Ludwig (de) Jean Rosellen | Paul Echterhof Emil Zech | Jacob Esser August Kraft |